# Panopticum (architectuur)

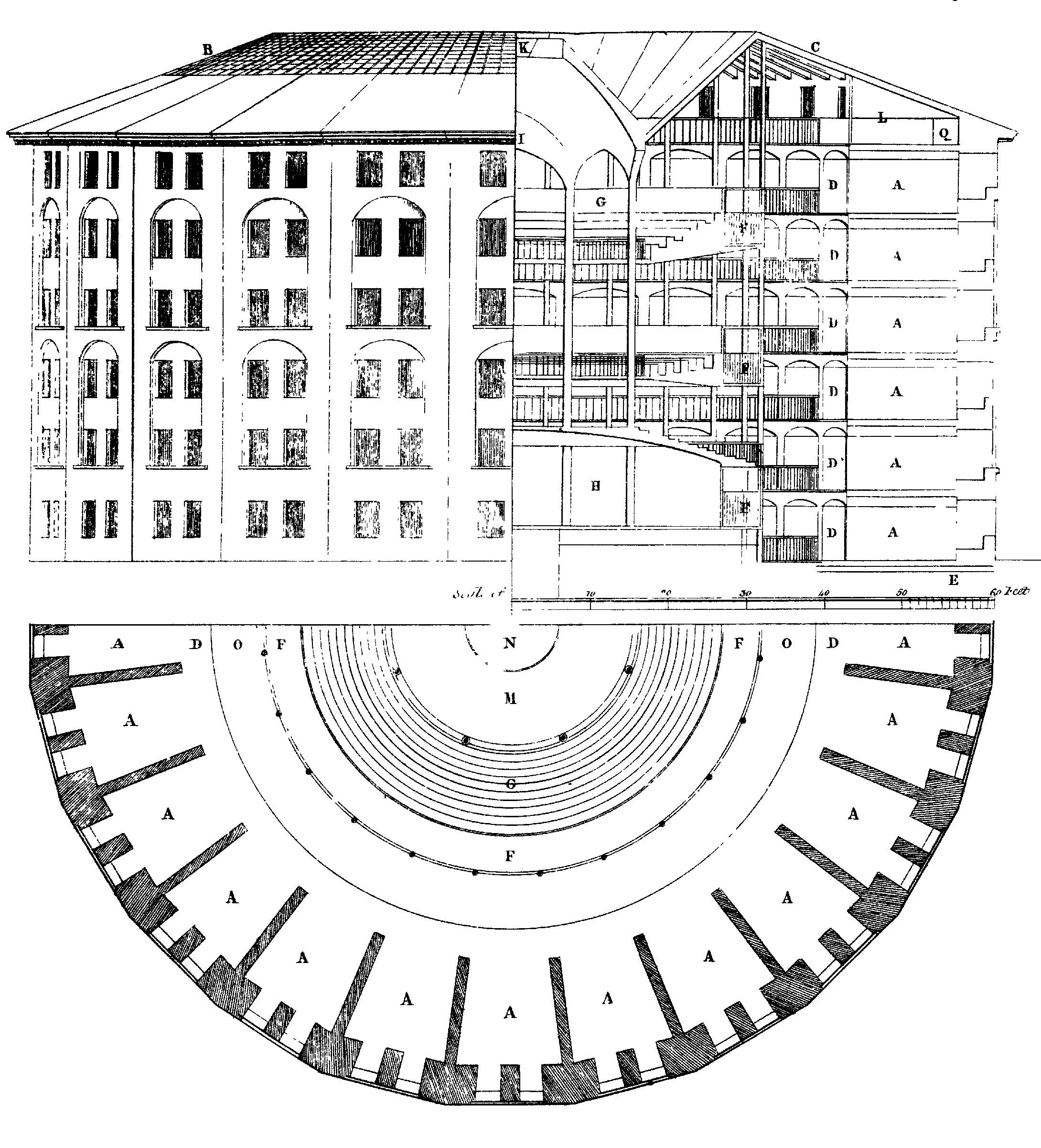
Blauwdruk van een panopticum van de hand van Jeremy Bentham, 1791

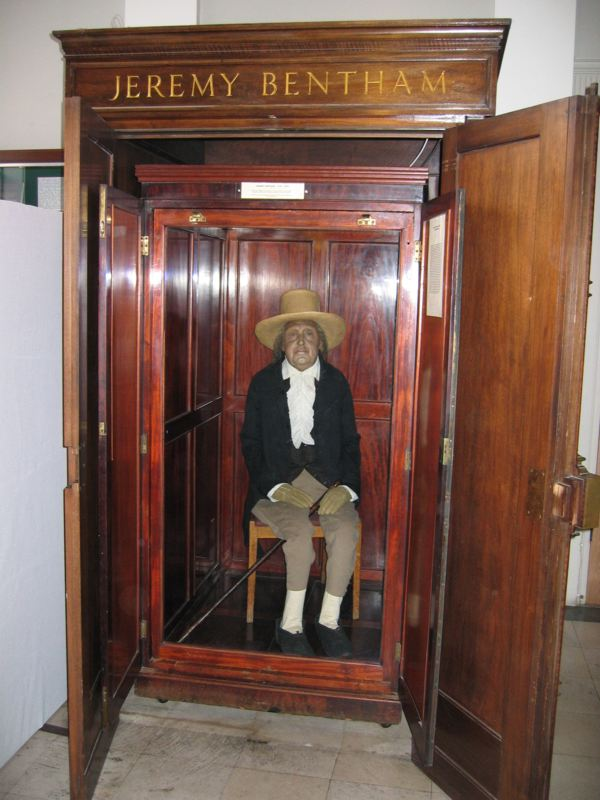
Jeremy Bentham (Londen 1748–1832) was utilist en pleitbezorger van individuele en economische vrijheid, scheiding van kerk en staat, vrijheid van meningsuiting, gelijke rechten voor vrouwen, dierenrechten en de afschaffing van slavernij en fysieke straf (ook voor kinderen), het recht op echtscheiding en vrije handel.

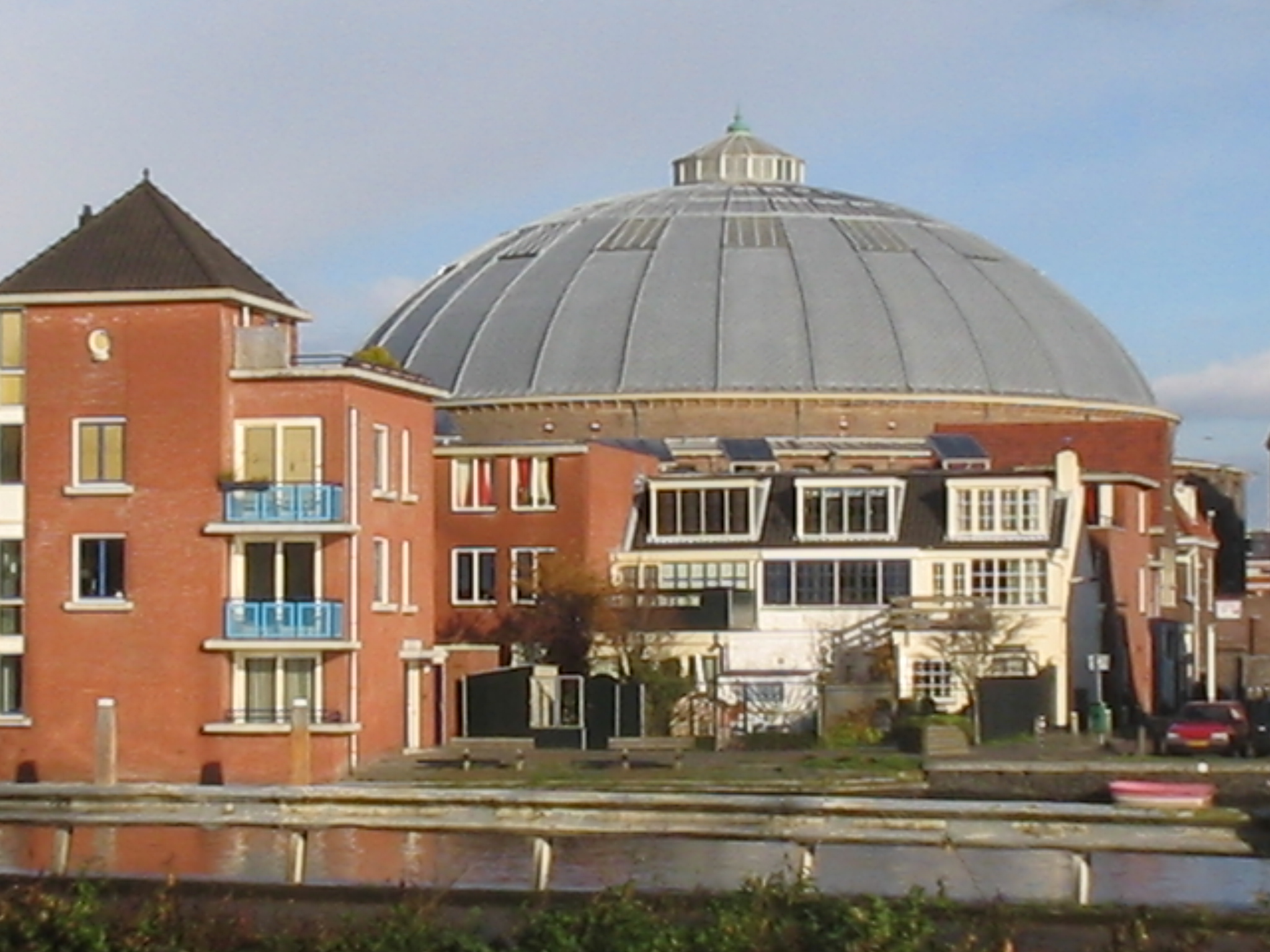
Het principe van het panopticum is in Nederland toegepast in de koepelgevangenis van Breda, Arnhem en Haarlem (foto).

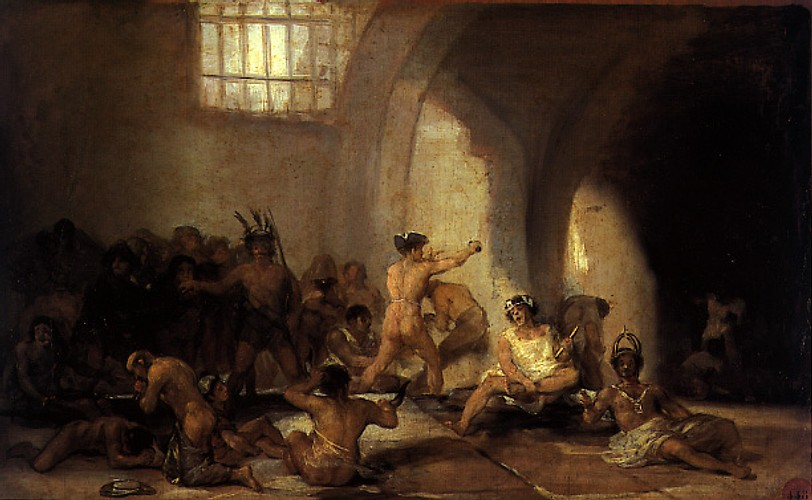
Het panopticon is de tegenstelling van de kerkers die Francisco Goya in zijn tijd schilderde: massa versus individu, duisternis versus licht, bedreiging versus beheersing.

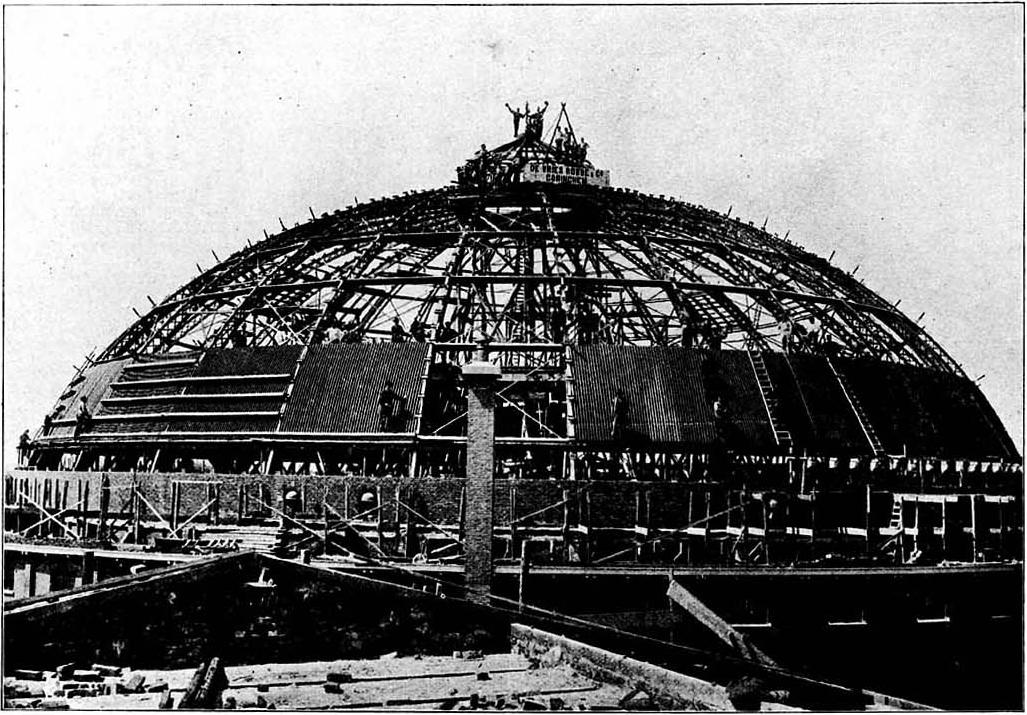
Haarlem, 1910, constructie van het panopticon.

Het panopticum of panopticon, een latinisering van het Griekse πανόπτης, panoptēs ('alziend'), is een architectonisch principe, in 1791 beschreven door de Engelse liberale filosoof Jeremy Bentham. Het panopticon maakt het mogelijk groepen te controleren, te disciplineren, te bewaken, bestuderen, vergelijken en te verbeteren. Een gebouw volgens dit principe ontworpen bestaat uit een centrale hal met daarrond ringen van cellen over verschillende verdiepingen gestapeld. Een cel heeft twee ramen: één naar buiten en één op de centrale hal gericht. Eén opzichter in de hal volstaat om alle bewoners te bewaken, te kennen en te beheersen. Het panopticum dient volgens Bentham veel doelen: als gevangenis, als school, als werkplaats of hospitaal. Tegenwoordig wordt het panopticon vooral geassocieerd met een gevangenis in het algemeen of een koepelgevangenis in het bijzonder. Het grootste panopticon ooit gebouwd is het Stateville Correctional Center. Deze gevangenis werd ontworpen met acht afzonderlijke panopticons en uiteindelijk gebouwd met vier van deze gebouwen. Het gebouw kon meer dan 1.000 gevangenen herbergen, maar toonde ook direct een probleem aan in de algemene zichtbaarheid; gevangenen kunnen ook cipiers al van ver aan zien komen en iemand betrappen op illegale activiteiten wordt daardoor lastig. Heden ten dage zijn de panopticons dan ook niet meer in gebruik.
Een panopticum is verder: een verzameling wassen beelden, een wassenbeeldenmuseum en een wassenbeeldenspel.

## Beheersing
Het panopticon hoort bij een geordende maatschappij die alles zichtbaar maakt en beheerst. Het doet denken aan George Orwell en zijn 1984. Het model functioneert in instellingen die mensen vormen en socialiseren. Volgens Bentham is het nuttig 'voor regeerders om voor hoogst belangrijke doeleinden te gebruiken' of een middel 'om alles wat met een zeker aantal mensen samenhangt, hun totale levensomstandigheden, te kennen en te beheersen.'

## Principes
Principes die het panopticon toepast:
1. Individualisering: Elke bewoner heeft een vaste plaats, ziet geen medebewoners en heeft geen contact.
2. Volledige zichtbaarheid van het geïsoleerde individu: Dit individu wordt gezien zonder zelf te zien. Hij is object van informatie en wetenschap, nooit een subject dat kan communiceren.
3. Een asymmetrische machtsrelatie met de opzichter: Het gebouw is zo geconstrueerd dat de opzichter de celbewoners ziet, maar zij hem niet, sterker, zij vermoeden zijn aanwezigheid alleen maar.
4. Machtsmaximalisering: Het is onnodig dat er permanent een opzichter is.  Het besef dat men gecontroleerd kan worden, verzekert rust en orde. Mensen passen hun gedrag aan, omdat zij gezien kunnen worden. In hun beleving neemt de alomtegenwoordigheid van controle plaats.
5. Het panopticon voelt nauwelijks als onderdrukkend aan.

Gaat het om gevangenen dan is er geen gevaar voor ontsnappingen, gaat het om scholieren dan is er geen gevaar voor spieken, gaat het om arbeiders dan kan geklets vermeden worden, zieken kunnen elkaar niet besmetten en psychiatrische patiënten kunnen elkaar niet aansteken.

## Machtsmachine
De 'machtsmachine' verschuift de macht van de sterkste naar de slimste. Bentham beschrijft hoe in het panopticum macht en kennis samengaan. Experimenten in dit 'laboratorium van de macht' zorgen voor kennisproductie. Volgens Bentham bestaan de effecten 'uit het extra vermogen dat het kan geven aan elke institutie waar men het op toepast.' Het is te integreren in elke maatschappelijke functie: genezen, straffen, opvoeden of produceren. Bentham droomt dat het uitgroeit tot in alles doordringend en bewakend netwerk.

## Michel Foucault en de disciplinering

### Panopticisme
In zijn boek Discipline, toezicht en straf, vertaald uit het Franse Surveiller et punir: Naissance de la prison uit 1975, gebruikt Michel Foucault het panopticisme, of  panoptisme als een metafoor om de disciplinering duidelijk te maken. De disciplinering is een machtstype dat zich in de 17de en de 18de eeuw manifesteert en samen met het kapitalisme opduikt. Disciplinering verloopt via onopvallende technieken zoals de bel, het rooster, de dagindeling, het koppelen van handelingen aan ruimtes, de dril, de rij, het bevel,... Het maakt mensen kenbaar, kneedbaar en beheersbaar. Hierbij staat de norm of de macht van het normale centraal. De normaalverdeling brengt verschillen tussen individuen in kaart via toetsen en examens, testen of proeven. In deze toetsingstechnieken komen macht en kennis samen in de figuur van de geneesheer, de onderwijzer, de politieagent, de welzijnswerker. Foucault werkt dit uit voor de school, de gevangenis en het ziekenhuis waar macht en observatie wetenschappen zoals de pedagogie, de criminologie en de geneeskunde mogelijk maakten. Kortom, disciplines en toetsen maakten de menswetenschappen mogelijk. Panoptische instellingen verbinden tijd en ruimte via de dril en het rooster: het individu schikt zich in het regime van het instituut. De verbinding van macht en kennis komt tot uiting in de test en het examen die iedereen op een normaalverdeling plaatsen. In de negentiende eeuw begeleidt het panoptisme de industrialisatie. Nationale regeringen zijn in staat om effectief toezicht te houden op de criminelen, bedelaars en vagebonden door ze te registreren via de georganiseerde politie. Carl Friedrich Gauss (een generatie jonger dan Bentham) ontwikkelt de normaalverdeling, de gausscurve. De wetenschap van de staat – letterlijk de statistiek – ontpopt zich tot een “instrument de surveillance et de controle, dans les diverses branches des services publiques” en maakt mensen en groepen klasseer-, observeer- en berekenbaar. Die populatiecontrole onderscheidt ‘de samenleving’ van wat erbuiten valt.

### Galerij

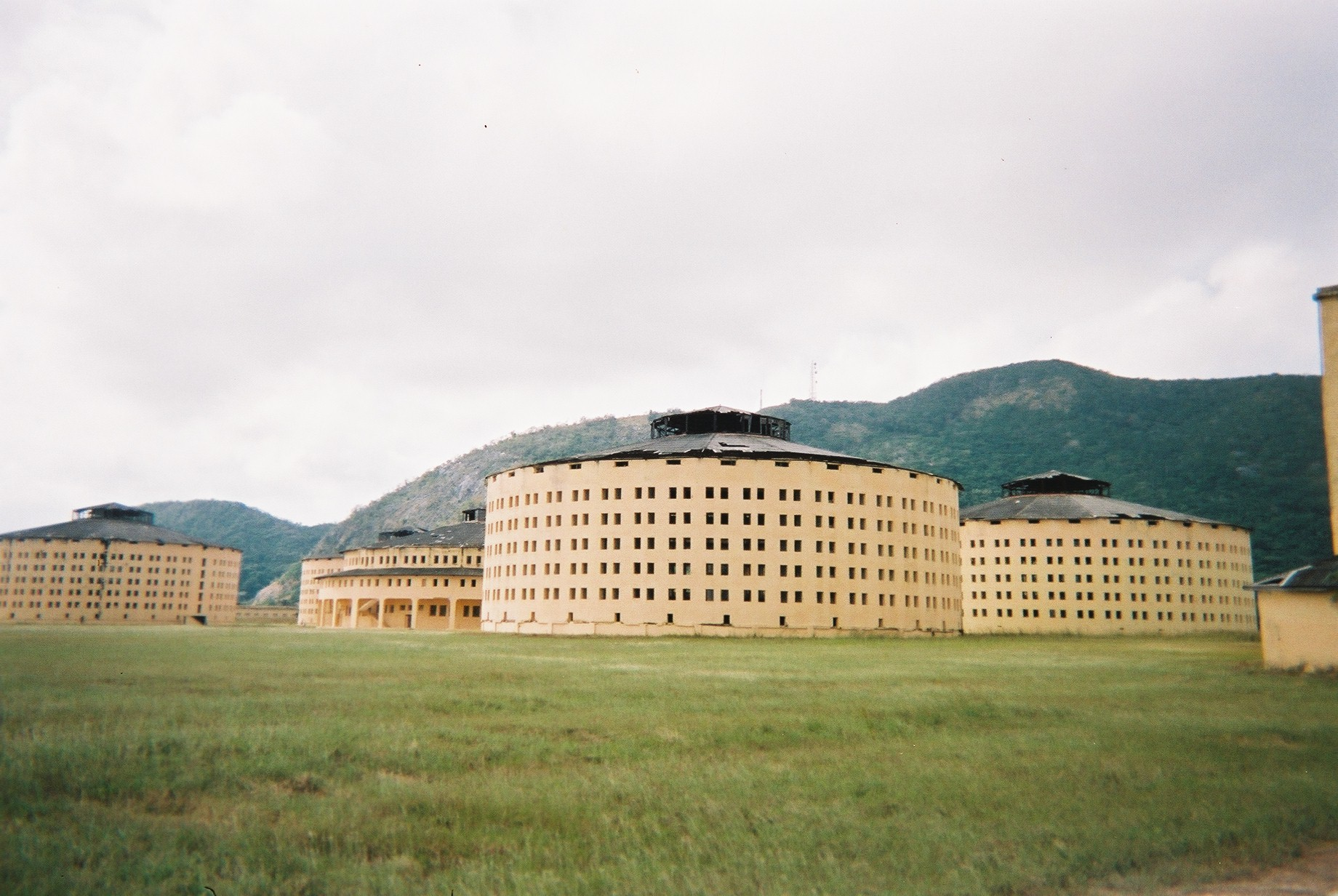
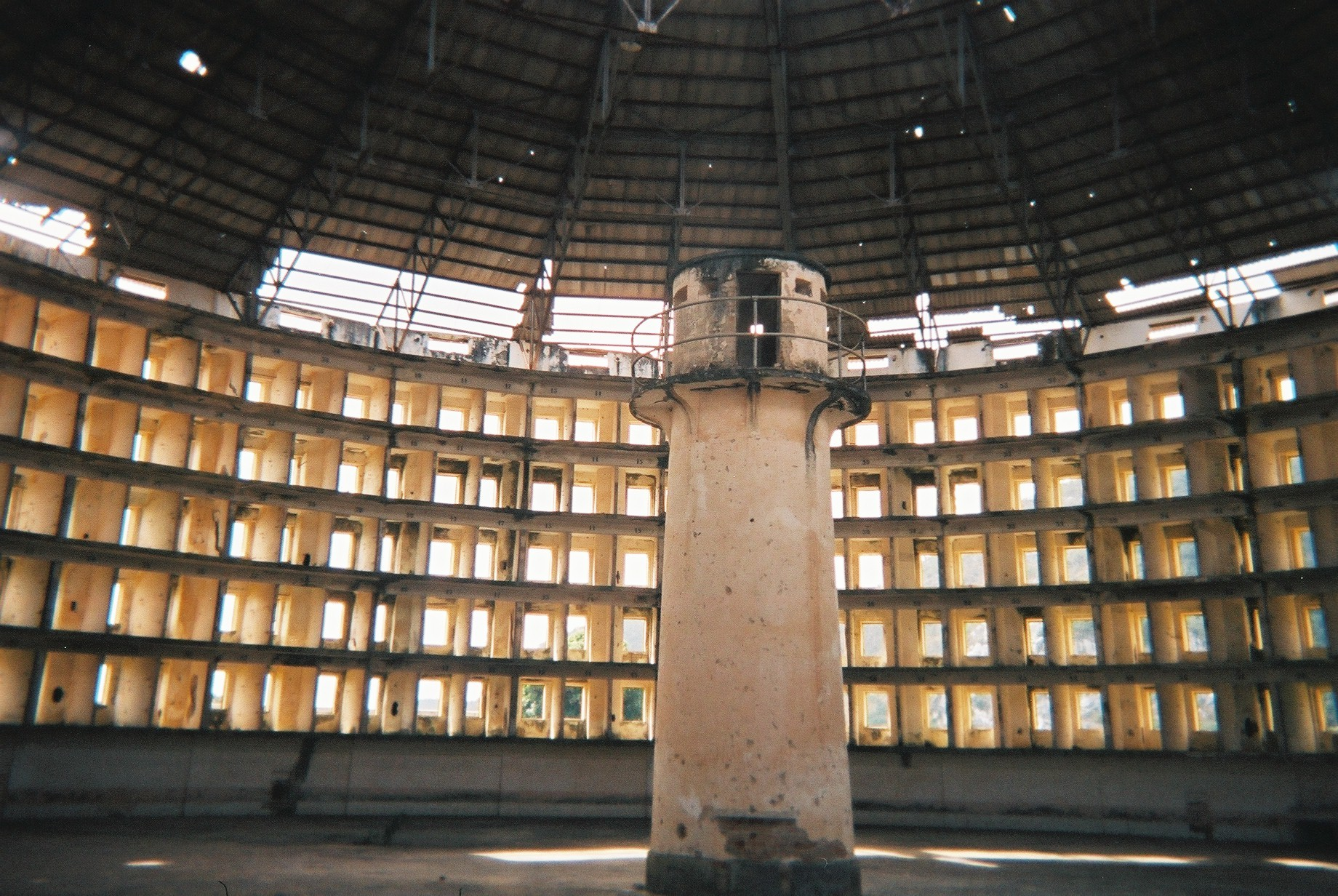
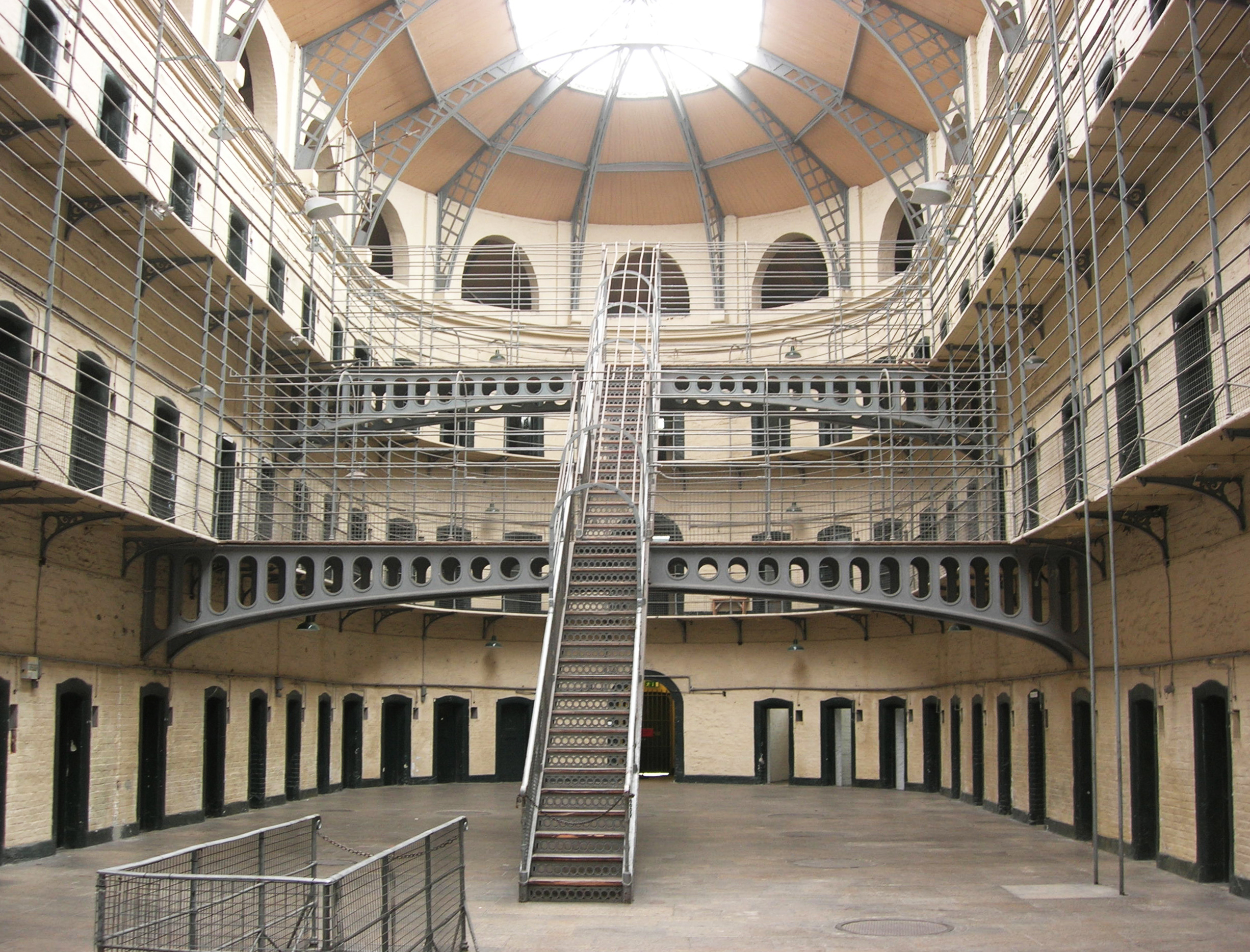
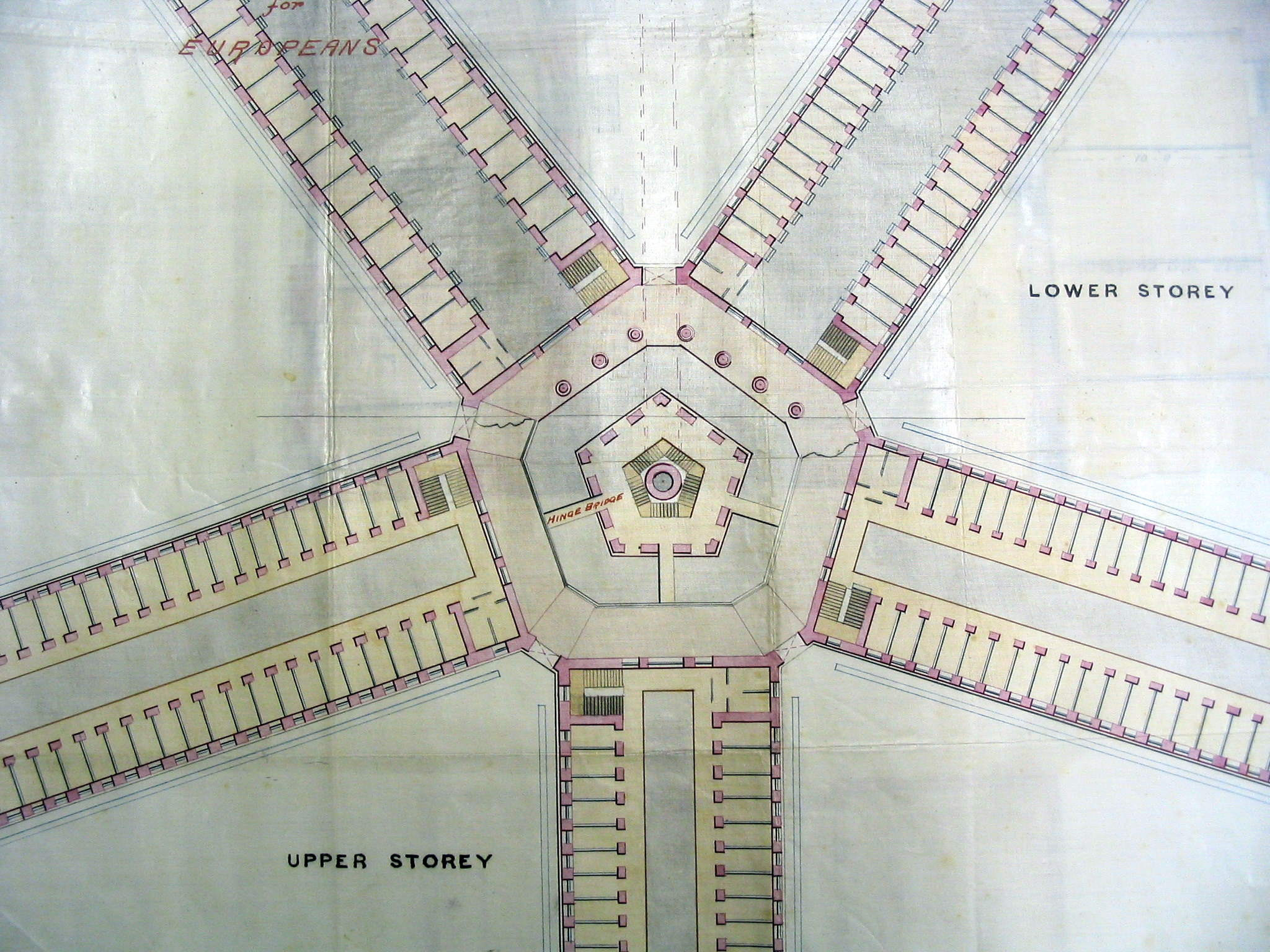

### Macht produceert weten
Het objectiverings- en individualiseringsproces deed de menswetenschappen ontstaan zoals de pedagogie, criminologie, andragogie, sociologie en psychologie. Het individu dat deze disciplines beschrijven, meten en vergelijken, is een individu dat men kan normaliseren, controleren, corrigeren en dresseren. Het moderne individu is effect en object van macht én wetenschap. Vooral de zwakkere groepen zijn geliefd: vrouwen, kinderen, zieken, waanzinnigen, gevangenen, zwervers en arbeiders. Foucault benadrukt dat macht en wetenschap samen gaan. Te vaak wordt macht als iets negatiefs beschreven: macht zou 'buitensluiten, onderdrukken, censureren, versluieren, enz.' De kennis zou zich hier verre van houden en juist alleen maar gedijen in belangeloosheid. Beide voorstellingen zijn onjuist, stelt Foucault. De macht is niet negatief maar productief en 'positief', zij produceert iets werkelijks.  In dit concrete geval produceert zij kennisterreinen en waarheidsrituelen. Het moderne individu en de menswetenschappen ontstaan samen.

## Verwijzingen

### Voetnoten
1. ↑  Steadman, Philip, Architectural Doughnuts: Circular-Plan Buildings, with and without Courtyards. Nexus Network Journal (2015).
2. ↑  SCHINKEL W. De nieuwe preventie. Actuariële archiefsystemen en de nieuwe technologie van de veiligheid. In: Krisis. Tijdschrift voor actuele filosofie, 2009, p. 10.